# Seaton Grantland
Seaton Grantland (* 8. Juni 1782 im  New Kent County, Virginia; † 18. Oktober 1864 bei Milledgeville, Georgia) war ein US-amerikanischer Politiker. Zwischen 1835 und 1839 vertrat er den Bundesstaat Georgia im US-Repräsentantenhaus.

## Werdegang
Seaton Grantland erhielt eine gute Grundschulausbildung. Nach einem anschließenden Jurastudium und seiner Zulassung als Rechtsanwalt begann er in Milledgeville in seinem neuen Beruf zu arbeiten. Politisch schloss er sich zunächst der Bewegung um Präsident Andrew Jackson und dessen Demokratischer Partei an. Bei den staatsweit ausgetragenen Kongresswahlen des Jahres 1834 wurde er für das achte Abgeordnetenmandat von Georgia in das US-Repräsentantenhaus in Washington, D.C. gewählt, wo er am 4. März 1835 die Nachfolge von George Rockingham Gilmer antrat. Nach einer Wiederwahl im Jahr 1836 konnte er bis zum 3. März 1839 zwei Legislaturperioden im Kongress absolvieren.
Nach seinem Ausscheiden aus dem US-Repräsentantenhaus wechselte Grantland zur Whig Party über. Bei den Präsidentschaftswahlen des Jahres 1840 war er einer der Wahlmänner dieser Partei. Dabei stimmte er für den siegreichen William Henry Harrison. Anschließend zog sich Seaton Grantland aus der Politik zurück. Er starb am 18. Oktober 1864 auf seinem Anwesen „Woodville“ bei Milledgeville.